# Presunte creature extraterrestri
Questa lista include le presunte creature ultraterrene avvistate durante incontri ravvicinati associati al fenomeno UFO. Questa sigla  (oggetti volanti non identificati) fu coniata dato che secondo una convinzione piuttosto diffusa, non sarebbero riconducibili a tecnologie terrestri o fenomeni noti alla scienza.
| Nome                                                                                         | Descrizione | Ritratto |
| -------------------------------------------------------------------------------------------- | --- | -------- |
| Chupacabra                                                                                   | Secondo alcuni questa creatura che ha come abitudine dissanguare le sue prede sarebbe di origine aliena. |          |
| Deros e Teros                                                                                | Umanoidi dai quali sono nate le famose leggende di troll e folletti che si racconta vivano sottoterra o sotto il fondale del mare. |          |
| Goblin di Kelly-Hopkinsville                                                                 | Alieno dalle grandi orecchie a punta, occhi che brillano, mani con unghie oltre a zampe sottili di colore giallo. La dimensione stimata va da due a quattro piedi. |          |
| Felinoidi                                                                                    | Grandi umanoidi con i tratti di un felino e una folta peluria che ricopre i loro corpi. Sono caratterizzati da una grande saggezza e intelligenza e non sarebbero aggressivi nei confronti di noi umani. |          |
| Grigi                                                                                        | Piccoli umanoidi con la pelle grigia, solitamente alti 3-4 piedi, occhi completamente neri a mandorla, niente naso, una bocca molto piccola e mani con 3 o 4 lunghe dita. Sono il genere di alieni visti con maggiore frequenza e sarebbero i colpevoli di abduction.                                              |          |
| Horus-Ra                                                                                     | Creature parassitarie conosciute come Horus-Ra per via dei loro connotati simili a quelli del dio egizio. Vengono descritte come molto alte oltre ad essere capaci di comunicare solamente tramite la telepatia. Quando riescono a impossessarsi di un corpo si nutrono della sua energia.                         |          |
| Insettoide                                                                                   | Umanoidi simili a insetti. Tra i casi di rapimento alieno ne sono stati descritti alcuni con le fattezze di mantide religiosa. |          |
| Lux                                                                                          | Esseri che si nutrono esclusivamente di energia dei corpi di cui entrano in possesso. Secondo le testimonianze le vittime si sentono sempre molto stanche tendendo a sviluppare una forte componente spiritualite, pregando molto spesso, essendo il modo con cui questi esseri si nutrono con efficacia maggiore. |          |
| Mostro di Flatwoods                                                                          | Alto umanoide la cui testa presenta la forma di una vanga, fu avvistato a Flatwoods, Virginia Occidentale. |          |
| Alieni nordici - Detti anche Fratelli dello spazio; - Pleiadiani; - Venusiani - Bianchi alti | Alieni che in molti casi di contatto sono stati descritti come identici a quelli scandinavi ma di statura superiore. |          |
| Omini verdi                                                                                  | Piccoli umanoidi verdi protagonisti di rari casi di abduction e contatti. Sono comunque i protagonisti di molti film e libri. |          |
| Uomo falena                                                                                  | Grande umanoide alato, descritto come molto alto, con occhi rossi lava, un corpo grigio e grandi ali. |          |
| Rettiliani                                                                                   | Umanoidi con tratti di rettili che le teorie del complotto indicano come dominatori del mondo. Sono malvagi e alcuni ritengono siano coloro che controllano i grigi. |          |